# 島田節子
島田 節子（しまだ せつこ、1938年8月14日 - ）は、日本の元競泳選手。奈良県宇智郡南宇智村出身。1956年メルボルンオリンピック日本代表。

## 経歴
宇智郡野原中学校、奈良県立五條高等学校卒、東洋レーヨン所属。
1956年の日本選手権兼メルボルンオリンピック選考会で50m自由形で2位に入り、メルボルンオリンピック日本代表に選出された。メルボルンオリンピックでは100m自由形に出場し、予選落ちだった。
1958年アジア競技大会では400mフリーリレーで優勝した。